# AqTaylor

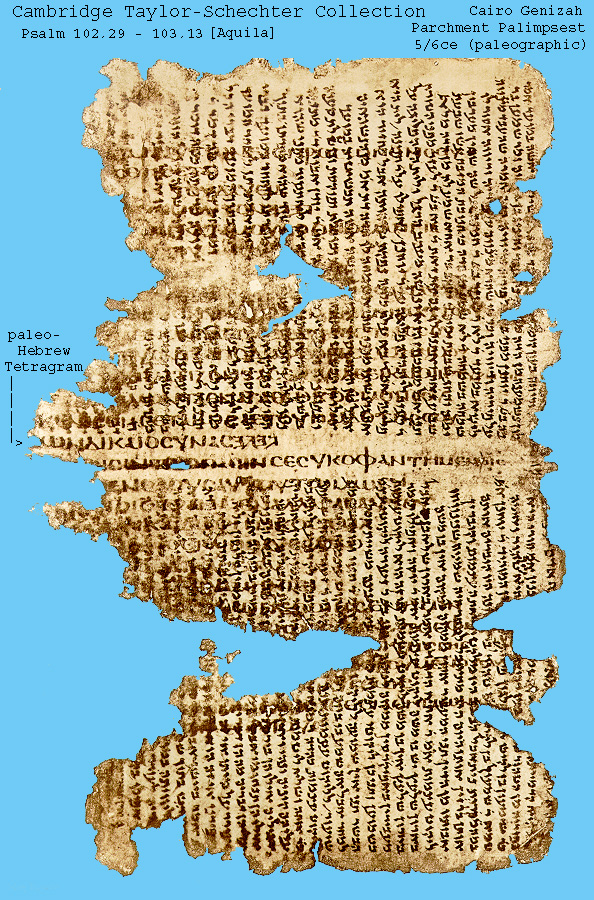
Palimpsest z tekstem Księgi Psalmów w przekładzie Akwili

AqTaylor – grecki rękopis, palimpsest zawierający fragment tłumaczenia Biblii hebrajskiej na język grecki dokonanego przez Akwilę z Synopy oraz fragment Talmudu Jerozolimskiego. Akwila dokonał swojego przekładu mniej więcej na początku lub w połowie drugiego wieku n.e.
Manuskrypt jest przechowywany w Bibliotece Uniwersytetu w Cambridge pod numerami katalogowymi Taylor-Schlechter: T-S 12.186 + AS 78.412, T-S 12.187 i T-S 12.188 (oznaczany jest także w innych katalogach jako: Trismegistos TM 62306, LDAB 3268, vh203).

## Historia
Manuskrypt oznaczany jako AqTaylor należy do rękopisów znalezionych w genizie w Synagodze Ben Ezry w Kairze w Egipcie. 
Rękopis ten jest przechowywany w Bibliotece Uniwersytetu w Cambridge. Został podarowany przez Solomona Schechtera oraz Charlesa Taylora jako część kolekcji Taylor-Schechter Genizah Collection.
Fragmenty te zostały opublikowane przez Charlesa Taylora w jego pracy Hebrew-Greek Cairo Genizah Palimpsests (Cambridge, 1900).

## Opis
Rękopis składa się z trzech kart.

### Przekład Akwili
Dolny tekst palimpsestu to manuskrypt zawierający fragmenty Biblii hebrajskiej przetłumaczonej na język grecki przez Akwilę – fragmenty Psalmów 90–103. Fragmenty te nie zawierają imienia tłumacza, ale zdaniem badaczy rękopisów styl tłumaczenia Akwili jest zbyt charakterystyczny, by móc go pomylić z jakimś innym.
Przekład Akwili cechuje przesadna dosłowność, która niejednokrotnie ujemnie rzutowała na zrozumiałość przekładu, całkowicie na przykład pomijając możliwe do zastosowania idiomy greckie.
Napisany został w greckiej koine, jednak imię Boże, tetragram nie jest tłumaczone, ale przepisane z tekstu masoreckiego i wpisane starym pismem hebrajskim (). Tetragram jest w Psalmach: 91:2, 9; 92:1, 4, 5, 8, 9; 96:7, 7, 8, 9, 10, 13; 97:1, 5, 9, 10, 12; 102:15, 16, 19, 21; 103:1, 2, 6, 8.
Ten dolny tekst datuje się na drugą połowę V wieku n.e. lub na początek VI wieku n.e. ale nie później.

## Znaczenie
Przekład Biblii hebrajskiej na język grecki autorstwa Akwili nie zachował się do współczesnych czasów. Do 1897 roku jedynymi znanymi zachowanymi fragmentami tłumaczenia Akwili były rozproszone fragmenty Hexapli autorstwa Orygenesa, zachowane "w formie notatek na marginesie niektórych rękopisów Septuaginty".
Odnalezienie i opublikowanie fragmentów odkrytych w genizie synagogi w Kairze (AqBurkitt i AqTaylor) pozwoliło na dokładniejsze porównanie jego tekstu z Septuagintą oraz z tekstem masoreckim, w tym reguł składni użytego języka. W wyniku porównania możliwa jest m.in. analiza krytyczna tekstu Septuaginty.
Odnalezione fragmenty tłumaczenia Akwili pomagają badać tekst Biblii hebrajskiej, ponieważ przekład jest tak dosłowny, że pozwala odtworzyć tekst hebrajski, z którego został przetłumaczony.
Niektóre błędne rozwiązania językowe zastosowane w przekładzie Akwili wskazują zdaniem badaczy, że w jego czasach "język starohebrajski nie był bardzo dokładnie zrozumiany".
Rękopis ten wymieniany jest jako jeden z co najmniej 10 znanych rękopisów starożytnych przekładów Biblii hebrajskiej (wśród nich są także rękopisy Septuaginty), w których występuje tetragram, poświadczających, że imię Boże Jahwe było zachowywane w niektórych z tych przekładów Starego Testamentu na język grecki. Bywa wykorzystywany dla argumentacji, że nawet setki lat po powstaniu Septuaginty i społeczności chrześcijan nie wszyscy tłumacze usuwali tetragram ze swoich przekładów.
Od ponad stu lat dominuje pogląd, że manuskrypty AqTaylor i AqBurkitt zostały stworzone przez Żydów i przez nich były używane. Zdaniem badaczy, duże, staranne litery wskazują, że służyły do publicznego czytania. W 2013 roku Gallagher wysunął hipotezę, że może to być jednak odpis greckiego tekstu Biblii hebrajskiej w przekładzie Akwili, sporządzony przez chrześcijan dla użytku w ich społeczności, na co miało by wskazywać prawdopodobne późniejsze kupienie go przez Żydów jako „makulatura” i użycie do spisania tekstu górnej warstwy, jednak inni badacze stwierdzili, że brak na to przekonujących dowodów. Mimo podniesionych wątpliwości, kto sporządził ten rękopis, nadal zgodnie uznawane jest, że tekst jest przekładem Akwili. 